# Amsacta confluens
Amsacta confluens là một loài bướm đêm thuộc phân họ Arctiinae, họ Erebidae.